# علي قاف
علي قاف (مواليد 1977 في مدينة وهران، الجزائر) هو فنان تشكيلي يعيش ويعمل في برلين.

## النشأة والتعليم
وُلد قاف في مدينة وهران الجزائرية عام 1977. درس في معهد الفنون الجميلة في بيروت وتخرّج في عام 1998. أكمل دراسته في جامعة برلين للفنون تحت إشراف الفنان مروان قصاب باشي و الفنانة ريبيكا هورن و تخرج عام 2005.   

## أعماله
في عام 2022 عُرض مشروعه "أنا غريب الغربتين" في متحف الفن الإسلامي بمتحف بيرغامون في برلين. يُجسّد هذا التركيب واجهة المشتى الإسلامية التي تعود إلى القرن الثامن. 
شارك قاف في العديد من الفعاليات الفنية وورشات العمل والمحاضرات في جامعة مونتانا بيلينغز (2019) والمتحف البريطاني في لندن (2019) حيث شارك في ندوة سورية واليمن: صناعة الفن اليوم.  في عام 2020، حصل قاف على جائزة برنامج الفنان المقيم التابع لوزارة الخارجية الألمانية بالتعاون مع الجمعية الإقليمية لمعارض برلين. بين عامي 2015 و2022 كان قاف محاضرًا في أكاديمية فايسنزي للفنون في برلين، ألمانيا. 
في عام 2024 شارك قاف في بينالي دوحة التصميم متاحف قطر في الدوحة حيث عرضت أعماله من مجموعة خوذة. منذ عام 2011 يتعاون قاف مع صانع الزجاج جايمس مونجراين في سياتل.
تتقاطع لغة قاف الفنية مع أساليب شخصيات أوروبية رائدة في فترة ما بعد الحرب مثل لوتشو فونتانا (القطع المكانية) وألبرتو بوري (الأسطح المحروقة) والأرت بوفرا (المواد الخام).
من أبرز أعماله ومشاريعه: شق (مجموعة أعمال على الورق، ٢٠٠١-مستمر)؛ خوذة (نحت ونفخ زجاج، ٢٠١١-٢٠٢٤)؛ عرفت المنزل الخالي (تركيب، ٢٠٢٣)، الذين جرفتهم المياه إلى الوادي، ارتفعوا غيومًا (فيديو بالتعاون مع المخرج خالد مزهر، ٢٠٢٢)؛ أنا غريبُ الغربتين (تركيب ٢٠٢١)؛ الزاوية البيزنطية (٢٠١٨)؛ صندوق الألم (تركيب فيديو، 2016)؛ لارينكس (نفخ زجاج، 2014)؛ شيربين مانترا (تركيب فيديو، ٢٠١٣)؛ معدن (فيديو)؛ محراب (غرافيت على ورق، ٢٠٠٦-٢٠٠٨)؛ راس راس (تصوير فوتوغراف، ٢٠٠٩-٢٠٢٤).

## المعارض
عرضت أعمال قاف في دوكومنتا (كاسل)،  دوحة التصميم في متاحف قطر (الدوحة)  مكننة: اركيولوجيا فنون الوسائط الجديدة في العالم العربي في مركز الدرعية لفنون المستقبل (الرياض)؛ تصوير - خرائط تصويرية للإسلام والحداثة في مارتن غروبيوس باو (برلين)؛  و العديد من المعارض العالمية في أوروبا والشرق الأوسط والولايات المتحدة الأمريكية.
معارض فردية مختارة
- 2023 عرفت المنزل الخالي، دارة الفنون، عمّان، الأردن [12]
- 2021 أنا غريب الغربتين، متحف الفن الإسلامي، متحف بيرغامون ، برلين، ألمانيا [13]
- 2018 Dins un garbell no espot Guardar el sol، جاليريا مايور، بالما، إسبانيا [14]
- 2016 صندوق الألم، كولهاوس برلين، ألمانيا [15]
- 2007 شوارتز، جاليري هاوس أم لوتسوبلاتز، برلين، ألمانيا [16]
- 2004 أسود، دارة الفنون – مؤسسة خالد شومان، عمان، الأردن [17]

معارض جماعية مختارة
- 2025 مكننة: اركيولوجيا فنون الوسائط الجديدة في العالم العربي. شارك بالمعرض منى حاطوم ووليد رعد. تنسيق آلاء يونس وهيثم نوار، 2025، مركز الدرعية لفنون المستقبل (DAF)، الرياض، المملكة العربية السعودية
- 2025/24 غاليري أيام، آرت دبي، الإمارات العربية المتحدة [18]
- 2024 دوحة التصميم، الدوحة، M7، متاحف قطر، الدوحة، قطر [10]
- 2022 دوكومنتا خمسة عشر، كاسل، ألمانيا [9]

- 2009 تصوير – خرائط تصويرية للإسلام والحداثة، مارتن غروبيوس باو ، برلين، ألمانيا [11]

## الجوائز والإقامات الفنية
- 2023 دارة الفنون، فنان مقيم، عمان، الأردن. [12]
- 2023  مؤسسة كونستفوندز، منحة، بون، ألمانيا. [19]
- 2020 وزارة الخارجية وإقليم برلينر جاليرين (LVBG)،  فنان مقيم، برلين، ألمانيا.
- 2015 معهد كالا للفنون في بيركلي، إقامة فنية، كاليفورنيا، الولايات المتحدة الأمريكية.
- 2014 معهد كالا للفنون، جائزة AIR الفخرية، بيركلي، كاليفورنيا، الولايات المتحدة الأمريكية.
- 2010 متحف ماكسي للعمارة والفن المعاصر بروما جائزة متحف ماكسي للفن المعاصر للمقتنيين الشباب، روما، إيطاليا. [20]
- 2005-2006 سوليدير، إقامة فنية، بيروت، لبنان.
- 2004  هيئة التبادل الأكاديمي الألمانية (DAAD), جائزة الطلاب الدوليين المتميزين، مقدمة من جامعة برلين للفنون في برلين، ألمانيا.

## المجموعات
المجموعات العامة (مختارات)
- متحف ماكسي للعمارة والفن المعاصر بروما، إيطاليا
- Staatliche Museen zu Berlin ، ألمانيا
- دارة الفنون – مؤسسة خالد شومان في عمان
- متاحف قطر ، الدوحة، قطر
- معهد كالا للفنون ، بيركلي، الولايات المتحدة الأمريكية

## كتب و نصوص
- 2023 Der Teil und das Ganze | نص عن معرض علي قاف الفردي (أنا غريب الغربتين) في متحف الفن الإسلامي في متحف بيرغامون، برلين. بقلم دوريس فون دراتن في مجلة KUNSTFORUM International. [21]
- 2022 علي قاف: أنا غريب: غريب مرتين. (I Am a Stranger. Twofold a Stranger)، كتاب عن دار نشر هاتية كانتس (Hatje Cantz). النصوص بقلم: دوريس فون دراتن، جولان حاجي، ستيفان ويبر.
- 2013 قراءات في الفن العربي – كتاب مجموعة خالد شومان الخاصة. الناشر: مؤسسة خالد شومان. التحرير: سارة روجرز، وإيلين فان دير فليست. التوزيع في العالم: Idea Books، أمستردام. [22]
- 2009 تصوير. عالم الصور الإسلامية والحداثة، بقلم ألموت ش. بروكشتاين كورو وهندريك بوده. عن دار نشر نيكولاي.[23]

## روابط خارجية
1. الموقع الرسمي.
2. أعمال علي قاف في غاليري أيام.
3. أعمال علي قاف في مؤسسة أتاسي.
4. دارة الفنون.